# Svängjärn

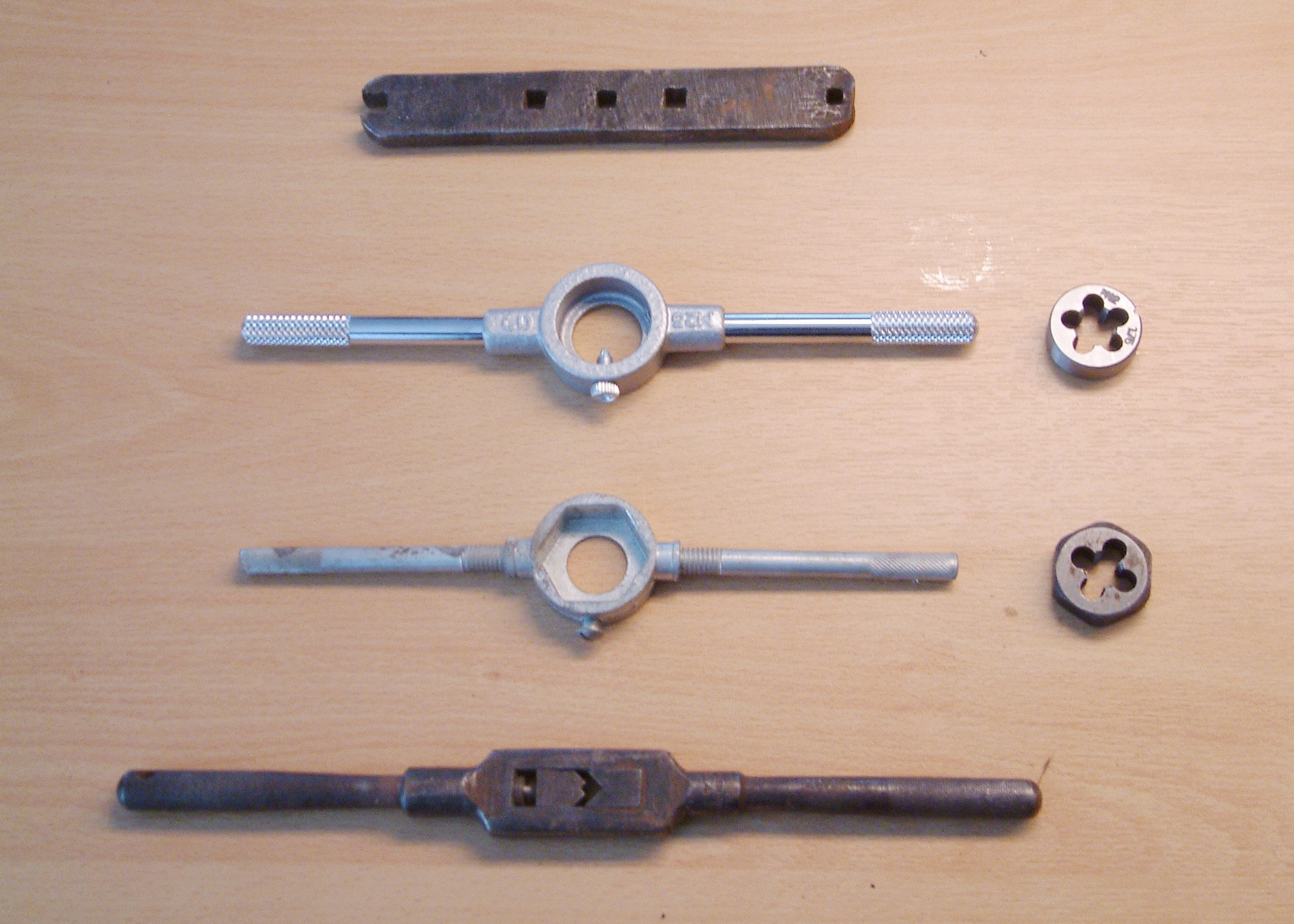
Svängjärn för gängsnitt och gängtappar.

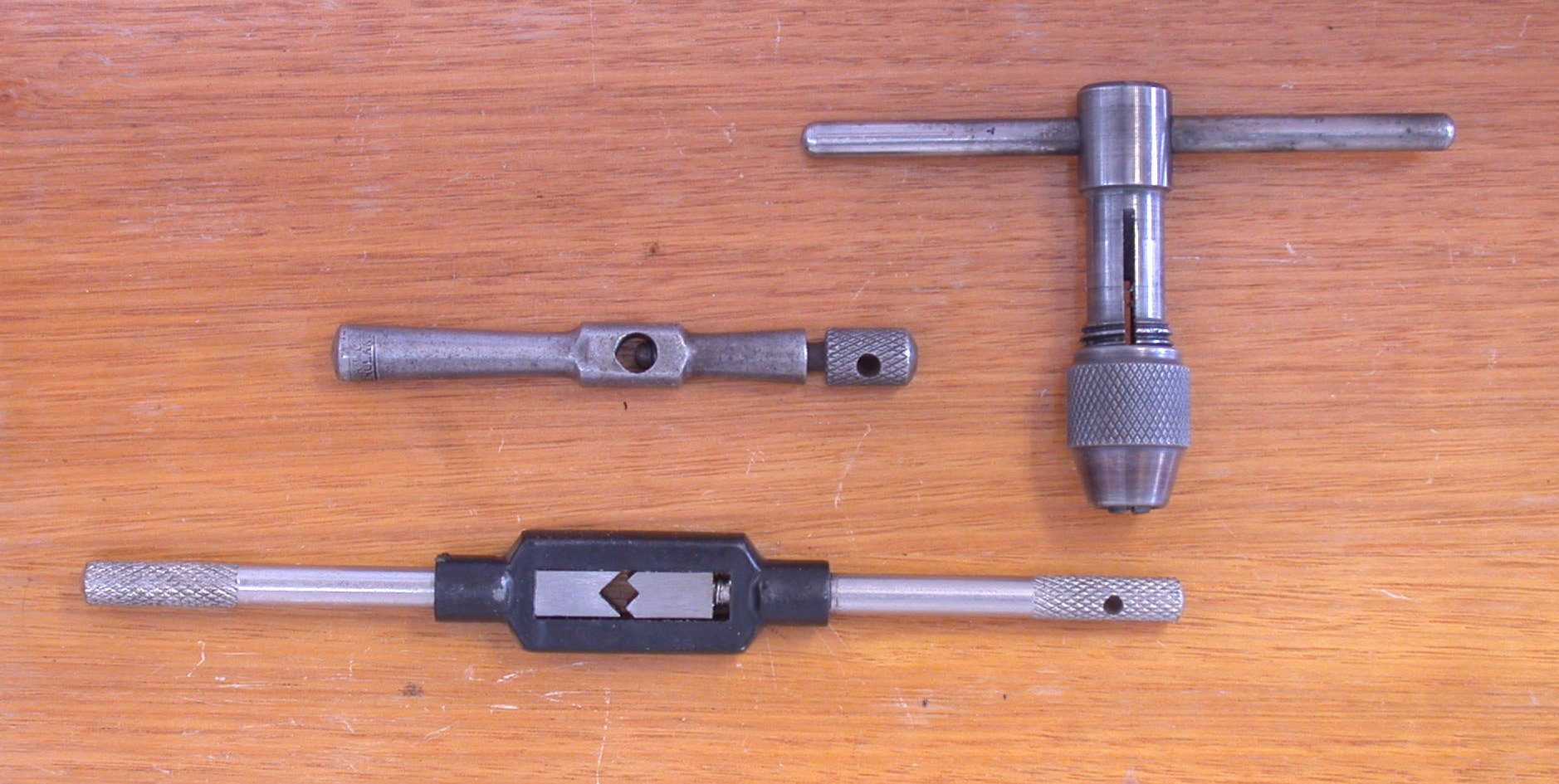
Svängjärn för gängtappar.

Svängjärn är det verktyg som håller och överför kraften till ett gängverktyg, gängtapp eller gängsnitt, vid manuell gängning av ett cirkulärt ämne. Svängjärnet består av ett fäste för gängverktyget och en tvärgående järnstång som fungerar som handtag och momentarm. Fästet har olika utformning för att passa gängverktygets form vanligtvis cirkulärt, fyrkantigt eller sexkantigt.
Svängjärn för runda gängsnitt (också kallade gängkloppa) har ofta en eller flera justerskruvar som dels håller fast gängsnittet i svängjärnet och möjliggör att den vridande kraften kan överföras från svängjärnet till gängsnittet, dels kan justera gängsnittets storlek något, där sådan justeringsmån finns.
För utvändiga gängor kan fästet kan vara utformat med en styrhylsa för att säkerställa att gängsnittet sätts an vinkelrätt på ämnet. För invändiga gängor kan en styrtapp framför den skärande delen av verktyget, eller en fjädrande pinne som trycker på gängtappens topp ha samma funktion.
Fästena för gängtappar är vanligen fyrkantiga hål där svängjärnets ena arm kan skruvas vilket ändrar det diagonala avståndet i fyrkantshålet och därför passar flera storlekar. Andra gängtappsfästen har en chuck för att hålla gängverktyget.